# La scala musicale
La scala musicale (The Music Box) è un film cortometraggio realizzato nel 1932 con la regia di James Parrott, prodotto da Hal Roach, distribuito dalla Metro Goldwyn Mayer.
Interpretato da Stan Laurel e Oliver Hardy ha vinto il premio Oscar per il miglior cortometraggio nel 1932.
Nel 1997 è stato scelto per la conservazione nel National Film Registry della Biblioteca del Congresso degli Stati Uniti.
In Italia, la comica è nota anche col titolo Il pianoforte.

## Trama

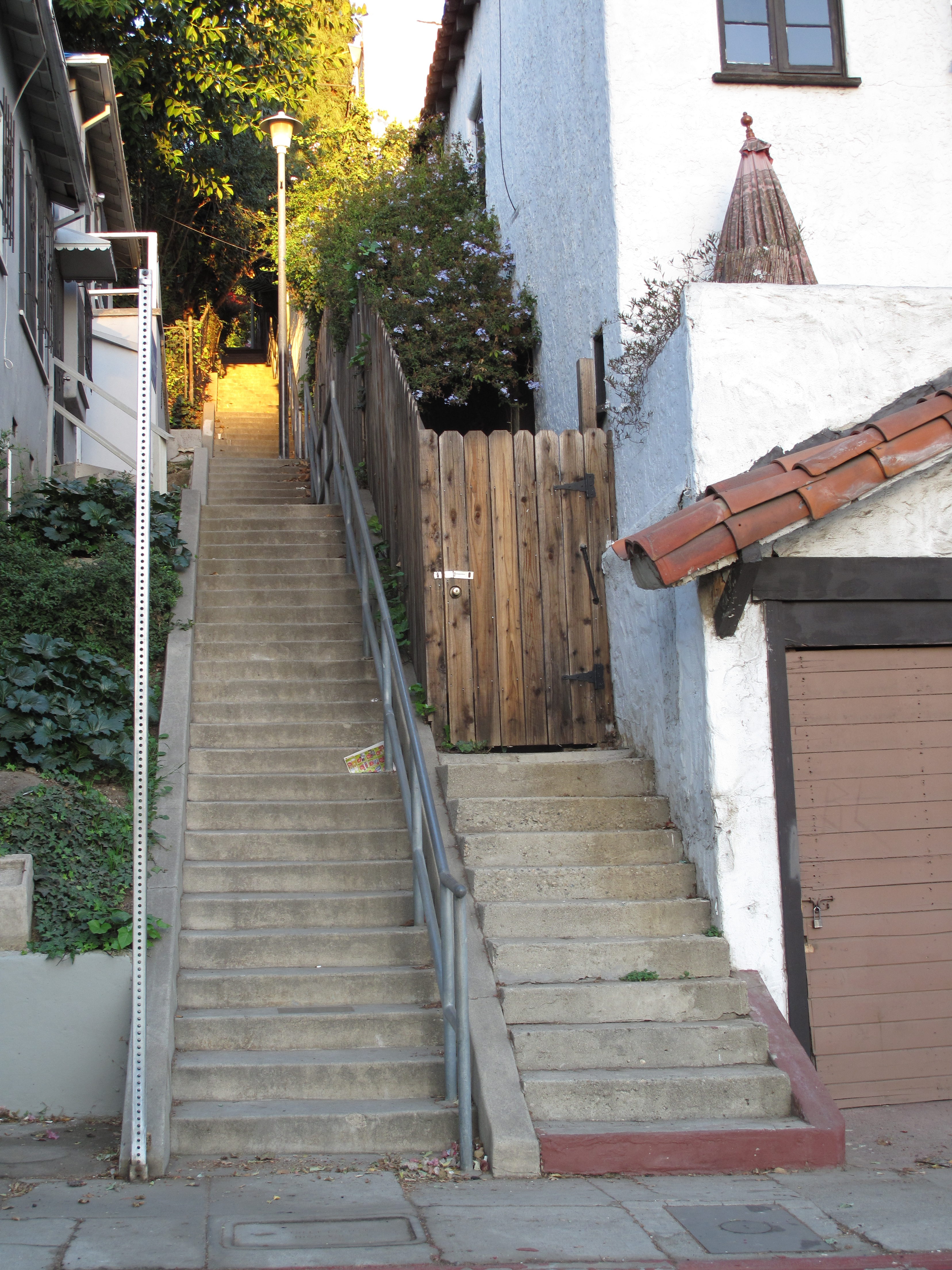
La scalinata nel 2009

Stanlio e Ollio sono due trasportatori. Viaggiando su di un carro trainato da un cavallo, devono consegnare una pianola meccanica alla signora von Schwarzenhoffen, che vuole donarla al marito, il professor Theodore von Schwarzenhoffen, come regalo per il suo compleanno. I due chiedono l'indirizzo  a un postino, intento a passare nelle vicinanze; egli li informa che l'abitazione si trova in cima a una lunga e ripida scalinata, ben visibile dalla strada. 
Ligi al dovere, Stanlio e Ollio iniziano una faticosa ascesa combattendo contro vari ostacoli inopinati che di volta in volta sopraggiungono, a metà del percorso. Dapprima si presenta una bambinaia, che scende la scala trasportando un passeggino e pretende di passare. Laurel e Hardy si danno da fare per accontentarla, ma, a causa di una mossa inconsulta, perdono la presa della pianola, che ritorna ai piedi della scalinata. Al danno si aggiunge la beffa della bambinaia stessa, che, scoppiando a ridere, li prende malamente in giro, ma Stanlio - innervosito dai rimbrotti di Ollio e dagli scherni della donna - le dà un calcio nel didietro. La donna, infine, si allontana stizzita.
I due riprendono la loro fatica di Sisifo quando, giunti a metà strada, arriva un poliziotto, chiamato dalla nutrice, il quale comincia a discutere con Ollio, ritenendo erroneamente che sia stato lui a prendere a calci la donna. Egli si ribella alle accuse, ma il vigile non è disposto a dargli ragione e gli sferra a sua volta un calcio nel didietro; Stan, intervenuto a difendere l'amico, prende invece una manganellata in testa. Nel frattempo la pianola, abbandonata a se stessa, è nuovamente ritornata sulla strada.
Per la terza volta la coppia riprende la salita, quando sopraggiunge il professor Theodore von Schwarzenhoffen in persona, in tight e cilindro, che pretende che i due liberino completamente la scala, per poter scendere comodamente. I due lo invitano a passare di lato, ma il professore considera ciò un affronto alla propria dignità, e, scandendo a voce alta il suo nome e il suo importante ruolo, pretende a spintoni che i due si tolgano di mezzo. Stan reagisce nuovamente, buttando in basso il cappello del professore con un colpo di mano. Il cilindro finisce così schiacciato da un camion e il professore si allontana giurando vendetta. 
I due  riprendono la salita e giungono alla porta di casa, suonando il campanello, ma senza ricevere risposta. Stanlio, supponendo che non ci sia nessuno in casa al momento, asserisce di riportare la pianola indietro, ma Ollio propone di sollevarla con un argano sino al balcone del primo piano, e da lì di farla arrivare al pianterreno, entrando al piano superiore da una porta rimasta aperta. La cosa più o meno riesce, dopo vari tuffi di entrambi in una fontana nella piazzetta di fronte alla casa. 
Inoltre sopraggiunge il postino interrogato precedentemente, il quale si meraviglia nel constatare che i due facchini abbiano salito tutti i gradini, anziché percorrere con il carro la comoda strada che, passando dietro la collina,  portava alla casa. Dopo aver costatato quale via sia la più semplice, i due riportano la pianola in strada, scendendo la scalinata con lo strumento alle calcagna e risalendo con il carretto sino alla casa.
Stanlio costata che la porta d'ingresso era in realtà solamente accostata e, finalmente, entrambi riescono a portare la  pianola dentro all'abitazione. Dopo aver disimballato la cassa che la conteneva, accendono - rischiando  di  rimanere fulminati - la pianola meccanica, che emette una deliziosa musichetta al cui ritmo la coppia si abbandona a uno dei balletti che li hanno resi famosi.
Quand'ecco tornare il padrone di casa, che non è altri che il professor von Schwarzenhoffenz, che asserisce di odiare le pianole e chi le trasporta. Fuori di sé, egli si accinge a distruggere a colpi d'accetta lo strumento, convinto che si tratti di una consegna errata. Ma, sopraggiunta la moglie - che assiste piangente alla distruzione della pianola - il professore si rimangia il proprio rancore, dichiarando, per compiacere la moglie, di amare le pianole meccaniche. Il signor Theodore si scusa quindi con Stanlio e Ollio, che sono disposti a dimenticare l'accaduto in cambio di una firma sulla bolla di consegna. Ma dalla penna fuoriesce uno schizzo d'inchiostro che lo imbratta in pieno volto. Questa volta saranno guai seri se il professore raggiungerà i due facchini, datisi alla fuga.

## Luoghi delle riprese
La scalinata usata nel film è ancora oggi esistente a Los Angeles, nel quartiere Silver Lake; essa collega North Vendome Street (alla base della collina) con Descanso Drive (in cima alla collina). L'indirizzo esatto è 923-935 Vendome Street. Una targa posta su uno dei primi scalini, posta tra il 1993 ed il 1995, ricorda il luogo dove fu girato il film.
Le scene della casa in cima alla scalinata vennero in realtà girate presso gli Hal Roach Studios di Culver City.

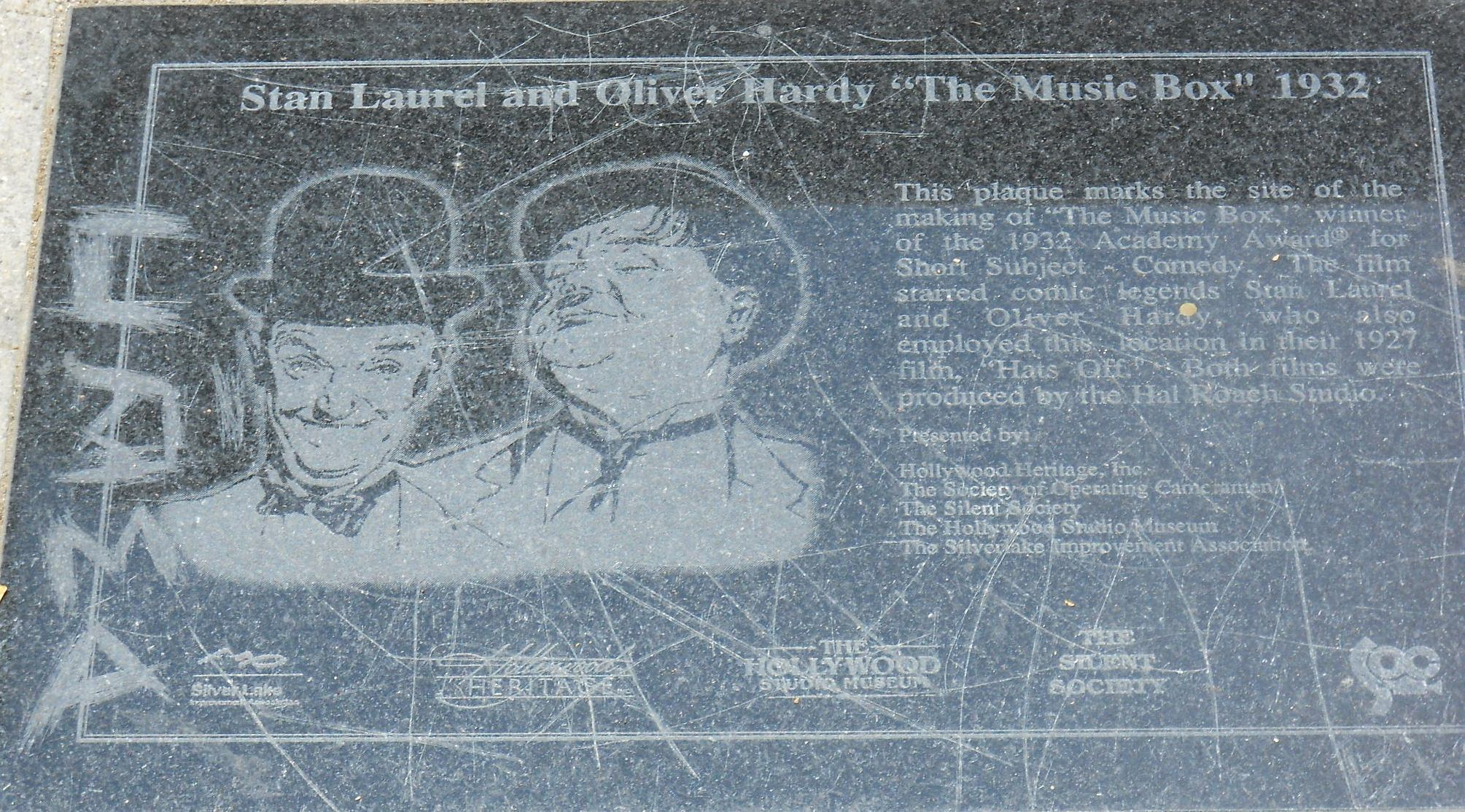
Placca commemorativa in marmo per Laurel & Hardy, posta nel luogo drlle riprese

Il soggetto del film è tratto dalla comica muta perduta Giù i cappelli (1927) con Laurel & Hardy intenti a portare una pesante lavatrice su per la scalinata.

## Versioni italiane
Il primo doppiaggio del 1947 di Sordi-Zambuto è ridotto di 10 minuti rispetto all'originale. Fu usato nel montaggio italiano Piano...forte! (1947), legato alla comica "Ospiti inattesi" (1932). Il secondo doppiaggio di Pino Locchi è parziale, utilizzato in un'antologia di comiche.
Il terzo doppiaggio più noto è quello RAI di Croccolo e Latini del 1968, integrale. In questa versione sono inserite delle musiche elettroniche di Franco Potenza, e alcuni nomi sono cambiati, ad esempio il nome del professore (Gilbert) è Teodoro Piccilon de Piccilosi. Questo doppiaggio è stato utilizzato per la distribuzione della versione a colori. 
L'ultimo doppiaggio è quello anni '90,per una distribuzione privata, della coppia Melazzi-Maggi.

## Riconoscimenti
- 1932 - Premio Oscar
  - Oscar al miglior cortometraggio commedia